# Міхеєва Оксана Костянтинівна
Оксана Костянтинівна Міхеєва (нар. 11 вересня 1971) — доктор історичних наук, професор кафедри соціології управління Донецького державного університету управління. Член Донецького відділення НТШ з 2004 р. Член Соціологічної асоціації України.
З 2014 року живе і працює у Львові.

## Біографія
Народилася 11 вересня 1971 р. У 1993 р. закінчила Донецький державний університет, історичний факультет. Дипломна робота «Боротьба з бандитизмом на Донеччині (1919—1923 рр.)». У 1997—1998 рр. працювала старшим викладачем кафедри історії України Донецького державного університету. У 1995—1999 рр. — аспірант кафедри історії України Донецького державного університету. Кандидатську дисертацію «Кримінальна злочинність і боротьба з нею в Донбасі (1921—1928)» захистила у 1999 р. У 1999—2000 рр. — старший викладач кафедри філософії та релігієзнавства Донецького державного інституту штучного інтелекту. З 2001 р. — доцент цієї кафедри. З 2005 р. — доцент, завідувач соціологічної лабораторії при кафедрі соціології управління Донецького державного університету управління.
У 2009—2011 рр. — докторант кафедри історії України Донецького національного університету. Захистила докторську дисертацію з історії за темою «Правоохоронні органи УСРР у роки НЕПу: історичні аспекти формування та діяльності» у 2012 р. З 2011 р. — професор кафедри соціології управління Донецького державного університету управління.
Стажувалася в ряді літніх/зимових наукових шкіл: Нові підходи і вирішення в сучасних історичних дослідженнях: методологія, історіографія, культура наукового дослідження" (Літня школа при Товаристві дослідників Центрально-Східної Європи, 26 червня-6 липня 2000 р.). CEP Winter School «Teaching Sociology Unconventionally» Sociological Faculty, V.N.Karazin Kharkiv National University (January 29 — February 1, 2003). CEP Winter School «Teaching Sociology Unconventionally: Communication in classroom» Sociological Faculty, V.N.Karazin Kharkiv National University (January 29 — February 1, 2004). Tempus Project № 23250-2002. Host institution: Politecnic University of Catalonia (Barcelona, Spain) — October, 2004. Enhancement of Teacher's skills, IREX (April,2, 2005, Kiev, Ukraine). HESP Regional Seminar for Excellence in Teaching (ReSET) «Rethinking Social Time and Space: National, Regional and (G)local Paradigms in Teaching Eastern and Central Europe» (2007—2009 рр.) та ін.
У 2000—2012 рр. — організатор і співорганізатор семінарів, тренінгів, шкіл, конференцій, зокрема: II Міжнародної зимової школи «Нетрадиційні методи викладання соціології», серії «Молодіжних шкіл лідерства» для студентської молоді, наукових конференцій «Сучасні суспільні проблеми у вимірі соціології управління» семінару «Разом на одній землі. Історія України багатокультурна», круглого столу «Європейська соціальна політика і моделі соціального партнерства», а також ряду фахових загальноукраїнських соціологічних опитувань.

## Творчий доробок
Коло наукових інтересів: соціальна історія, специфіка соціальної комунікації та культурної мотивації в транзитивних суспільствах, девіантна поведінка за умов транзитивних історичних періодів, кримінальна злочинність та діяльність правоохоронних органів в Україні 1920-і роки.
Має більше 100 наукових публікацій. Зокрема:
- Становлення та функціонування правоохоронних органів УСРР (1921—1928 рр.): історичні аспекти: [монографія]. — Донецьк: Східний видавничий дім, 2011. — 456 с.
- Кримінальна злочинність і боротьба з нею в Донбасі (1919—1929). — Донецьк: Східний видавничий дім, 2004. — 248 с.